# Parc d'État Hendy Woods
Le parc d'État Hendy Woods est un parc d'État de Californie, situé dans la vallée d'Anderson du comté de Mendocino. Il se trouve à environ trois heures de route au nord de San Francisco. Il est connu pour ses vieux séquoias côtiers et propose également des installations de camping à proximité des établissements vinicoles de la vallée d'Anderson. Il porte le nom de Joshua Hendy, qui possédait le terrain et stipulait qu'il soit protégé ; il est passé par plusieurs propriétaires après Hendy sans être exploité, avant de faire partie du système California State Park en 1958.

## Description
Le parc d'État Hendy Woods est le seul grand parc de la vallée d'Anderson. Il se trouve à environ 32 km de la côte et, en raison de cette distance, il y fait nettement plus chaud que dans les forêts de séquoias côtiers de Californie situés sur la côte.
Le parc s'étend sur 330 hectares (3,3 km²) et contient deux bosquets de séquoias redwood : Big Hendy (32 hectares) et Little Hendy (8 hectares). Certains arbres mesurent plus de 91 mètres et ont près de 1 000 ans. D'autres arbres incluent l'arbousier, le pin de Douglas et le laurier de Californie. Le parc comprend également 5 km de propriétés le long des rives de la rivière Navarro et offre le seul accès public à la rivière dans la vallée d'Anderson.
Les installations du parc comprennent plusieurs kilomètres de sentiers de randonnée, dont un sentier accessible aux fauteuils roulants à travers les séquoias. Il y a 25 aires de pique-nique le long des rives de la rivière Navarro, deux terrains de camping entre les deux bosquets de séquoias totalisant 92 emplacements et quatre chalets,,,. Le parc est également un endroit populaire pour la baignade et la navigation de plaisance sur la rivière. Les visiteurs des terrains de camping du parc peuvent également faire des dégustations de vins dans les nombreux établissements vinicoles voisins de l'Anderson Valley. Le parc est l'un des deux seuls parcs du comté de Mendocino à se conformer pleinement à l'Americans with Disabilities Act.

## Histoire
Le peuple Pomo a vécu dans ce qui est aujourd'hui Hendy Woods pendant des milliers d'années, subvenant à ses besoins en tant que chasseurs-cueilleurs. Les premiers colons occidentaux de la région étaient des commerçants de fourrures russes qui revendiquèrent les terres Pomo et contraignirent le peuple Pomo à la servitude ; aujourd'hui, le nombre de Pomos restant est considérablement réduit.
Joshua Hendy, qui a donné son nom à Hendy Woods, était un forgeron d'origine anglaise qui a déménagé du Texas en Californie lors de la ruée vers l'or en Californie et a construit une grande scierie sur la rivière Navarro. À sa mort en 1891, il légua la propriété à ses neveux en stipulant que les bosquets de séquoias côtiers soient protégés. Cependant, son neveu Samuel Hendy a finalement manqué d'argent et a vendu la propriété à la Pacific Coast Lumber Company. Elle fut revendue tour à tour à l'Albion Lumber Company, en 1930 à la Southern Pacific Land Company, et en 1948 à la Masonite Corporation, ainsi que les terres s'étendant de ce qui est aujourd'hui le parc jusqu'à la côte. Masonite a construit une usine de panneaux de fibres de bois à Ukiah et a déclenché une reprise du boom de l'exploitation forestière dans la région.
Grâce à ces changements de propriétaire, Hendy Woods est cependant resté non exploité et était un endroit populaire pour les pique-niques familiaux. En 1938, Al Strowbridge a visité l'Anderson Valley Unity Club (une organisation locale de services aux femmes) et leur a parlé des forêts de séquoias de Californie ; à partir de ce moment-là, le Unity Club s'est efforcé de sauver les bosquets de séquoias restants et, en 1958, le système des parcs d'État de Californie a acheté à Masonite environ 242 hectares de terrain avec 3 kilomètres de façade sur la rivière pour 350 000 $ US. Le parc a été officiellement inauguré le 7 juillet 1963 ; l'inauguration s'est déroulée en présence du sénateur de l'État Frank S. Petersen, de la musicienne Ethel Waters et de divers dignitaires locaux. De 1979 à 1988, plusieurs achats supplémentaires ont porté le parc à sa superficie actuelle de 330 hectares. De plus, le Unity Club a continué à contribuer à l'entretien du parc, en construisant un sentier accessible aux personnes handicapées à travers les séquoias en 1980-1981 dans le cadre de l'Année internationale des personnes handicapées.
Bien qu'il accueille près de 50 000 visiteurs par an (principalement de la région de la baie de San Francisco) et rapporte des revenus estimés à 2,8 millions de dollars par an au comté de Mendocino, Hendy Woods était l'un des 70 parcs d'État dont la fermeture était prévue en juillet 2012 en raison de coupes budgétaires de l'État,,. Avec un budget de fonctionnement annuel de 468 000 $ et des frais totalisant 239 000 $ par an, l'État aurait économisé environ 229 000 $ par an grâce à la fermeture, mais ce calcul n'incluait pas les recettes fiscales provenant des activités économiques entourant le parc, estimées comme étant nettement plus élevées que le coût de fonctionnement du parc. En novembre 2011, un groupe de manifestants associés au mouvement Occupy ont campé dans le parc pour protester contre les coupes budgétaires,. Grâce aux efforts de collecte de fonds locaux pour de nombreux parcs, la fermeture prévue n'a finalement pas eu lieu,.

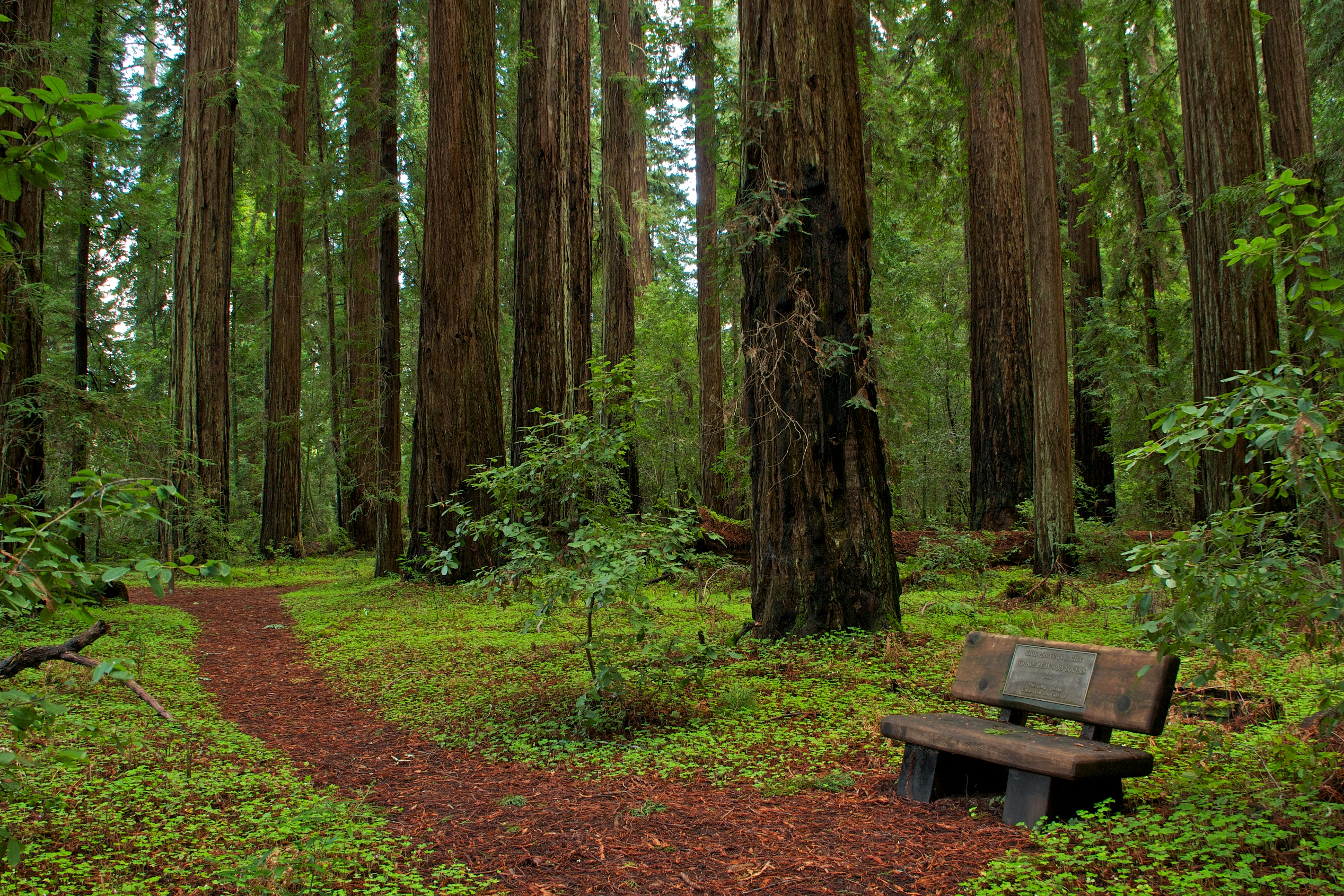
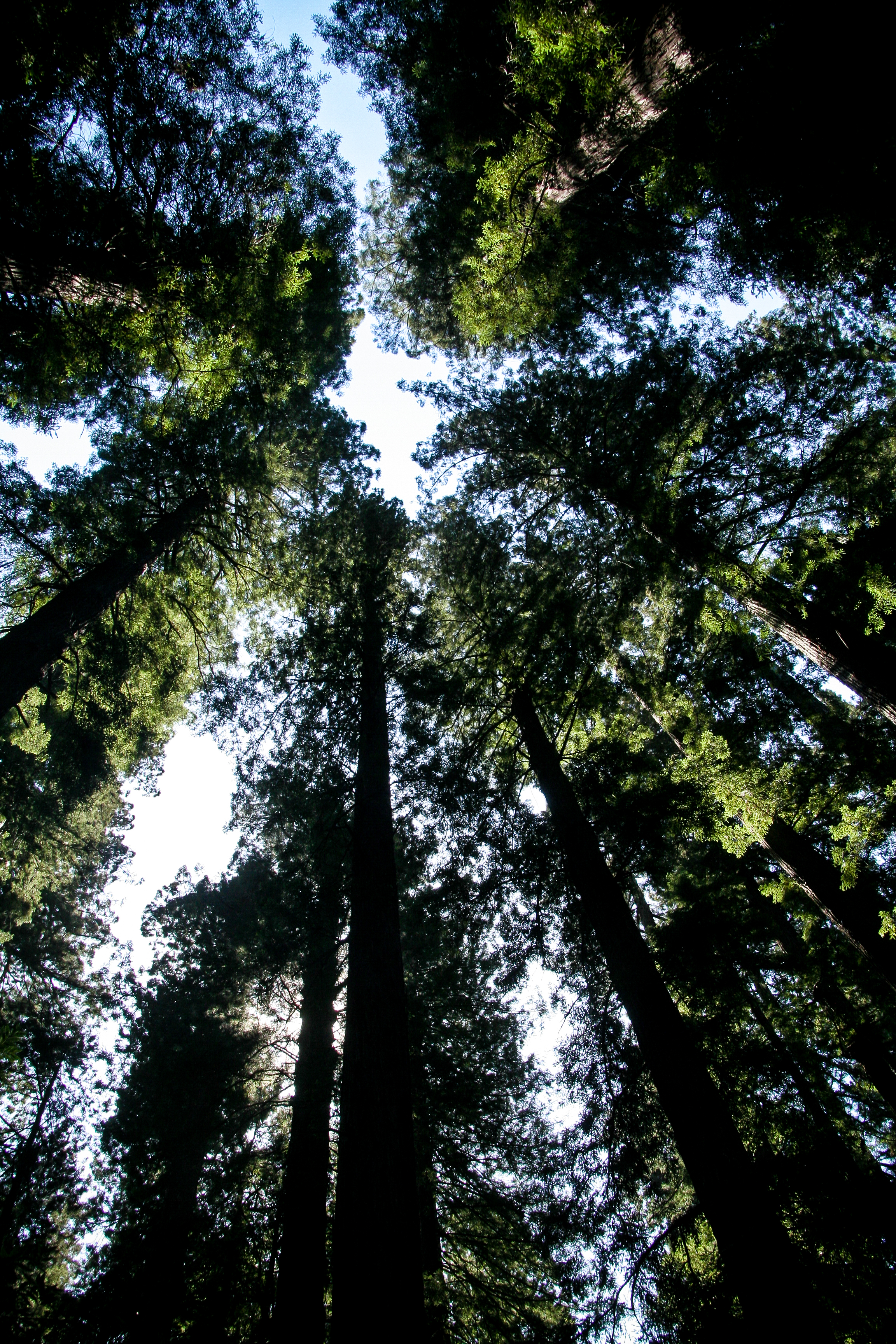
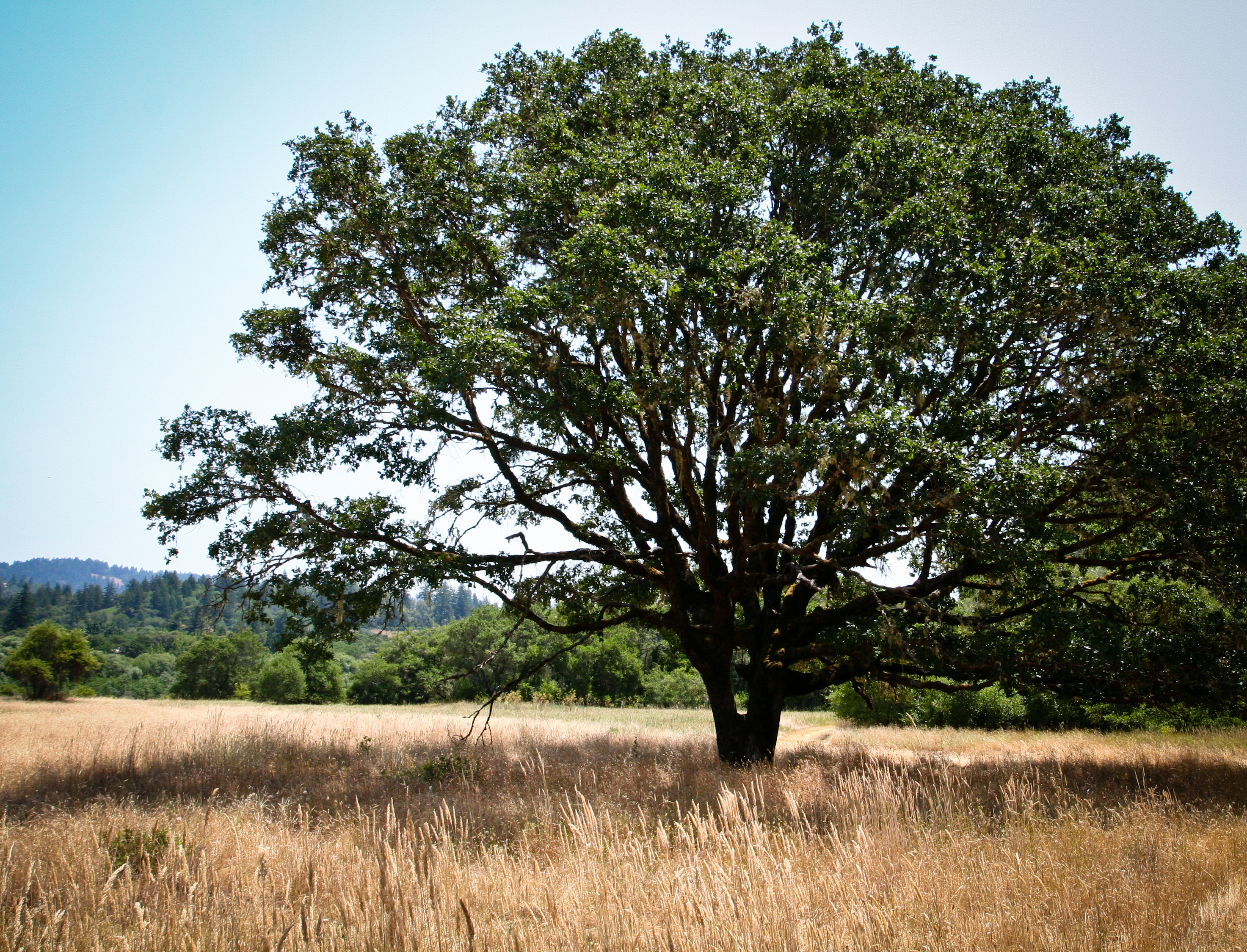
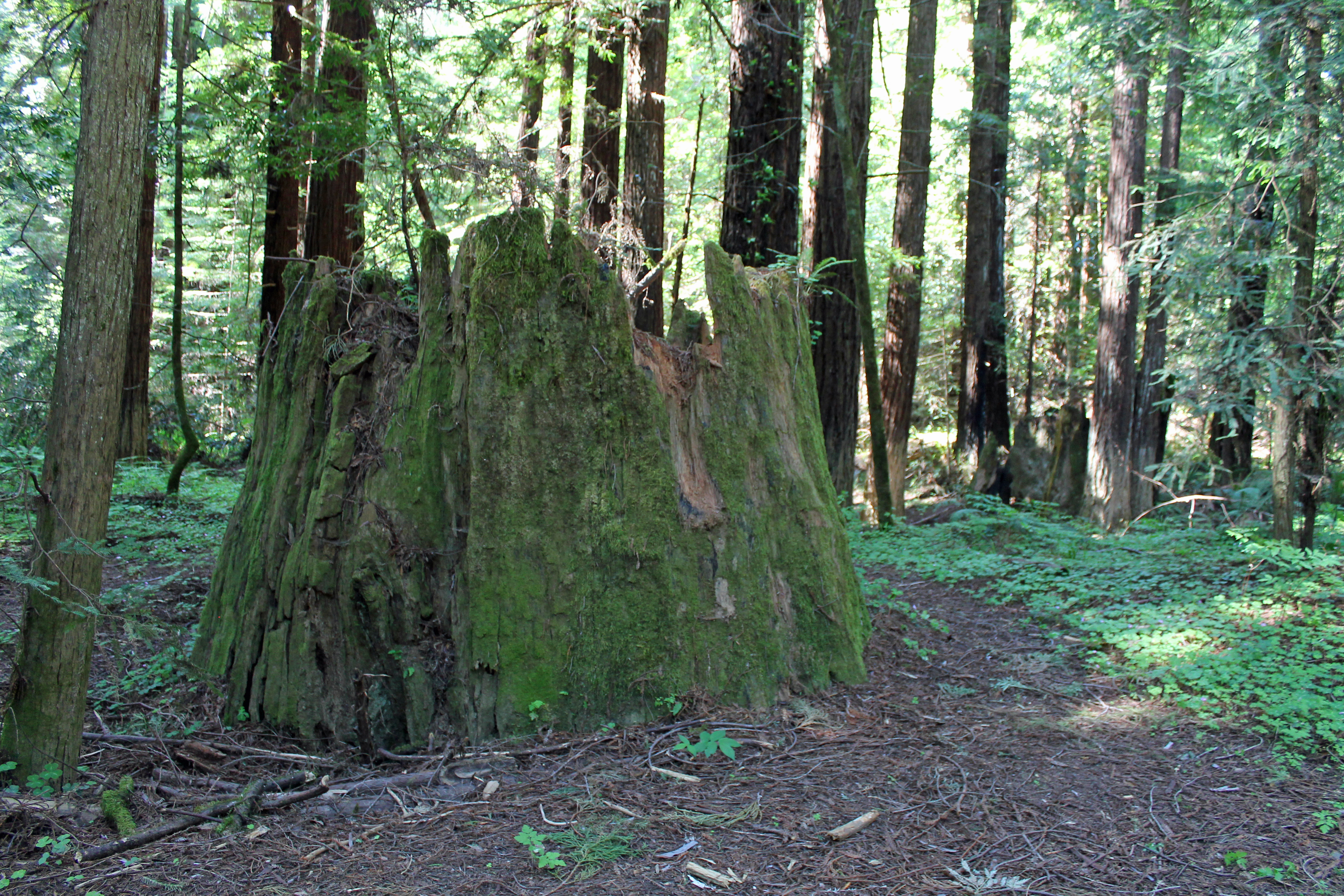

## Voir également
- Liste des parcs d'État de Californie